# Лабуристичка партија (Малта)
Лабуристичка партија (малт. Partit Laburista, ЛП), раније позната као Малтешка лабуристичка партија (МЛП), једна је од две главне савремене политичке партије на Малти, заједно са Националистичком партијом.
Идеолошки, партија је била оријентисана на демократски социјализам и друге левичарске ставове до раних 1990-их, иако су од тада прешли на умерену социјалдемократску позицију левог центра. У свом партијском програму и даље тврде да су демократско-социјалистичка партија, иако је под владавином Џозефа Муската партија прешла на центристичку позицију. Лабуристичка партија задржава проевропске ставове и члан је Партије европских социјалиста, а претходно је била члан Социјалистичке интернационале до 2014. године.